# 201-ша військова база (РФ)
201-ша Гатчинська військова база РФ — найбільша російська сухопутна військова база за межами РФ, розташована на території Таджикистану — нині[на коли?] на об'єкті служать близько 7 тис. військовослужбовців. База створена в жовтні 2004 на основі 201-ї Гатчинської двічі Червонопрапорної мотострілецької дивізії. Командир бази — полковник Сергій Рюмшин. Підрозділи військової бази розташовані в трьох містах: Душанбе, Куляб і Курган-Тюбе.
Згідно з чинною угодою, російські військовослужбовці мають перебувати на території Таджикистану до 2014 року на безоплатній основі.
17 липня 2012 року головнокомандувач Сухопутними військами Росії генерал-полковник Володимир Чиркін заявив, що Таджикистан визнав прийнятним варіант нової угоди про продовження перебування російської військової бази у цій країні ще на 49 років.
5 листопада 2015 року російські військовослужбовці в черговий раз стали фігурантами вбивства, цього разу це була місцева дівчина. Російські військовослужбовці в Таджикистані неодноразово вступали в конфлікти, яки мали масові наслідки. З деякого часу російським військовим дали дипломатичний статус, тому їх не мають права затримувати місцеві правоохоронці. За оцінкою Парвіза Муллоджанова, російські військовослужбовці не приховують шовіністичних настроїв.

## Структура
- Гарнізон міста Душанбе:
  - управління бази,
  - реактивний артилерійський дивізіон,
  - зенітний ракетний дивізіон,
  - стрілецька рота снайперів,
  - розвідувальний батальйон (у складі розвідувальної роти, 2 розвідувальних рот спеціального призначення, роти радіоелектронної розвідки),
  - ремонтно-відновлювальний батальйон (у складі 3-х рот),
  - рота БПЛА,
  - батальйон управління (зв'язку),
  - батальйон матеріального забезпечення,
  - центр радіоелектронної боротьби,
  - взвод управління начальника артилерії,
  - взвод управління начальника ППО;
  - 109-й гарнізонний суд,
  - філія 354-го окружного військового клінічного госпіталю;
- 92-й мотострілецький полк, в/ч 31691, Душанбе;
- 149-й мотострілецький полк, в/ч 54306, Душанбе;
- 191-й мотострілецький полк, в/ч 83364, Курган-Тюбе;
- Полігони: Момірак, Ляур, Самбулі.

## Командування
Командири:
- (2018—2022) полковник Горячев Сергій Володимирович. Убитий в 2023 році в ході російського вторгнення в Україну.
- (з 2022) полковник Євген Ковилін[4]

## Інше
Оптико-електронний комплекс «Вікно» («Нурек») системи контролю космічного простору (СККП), що знаходиться поблизу міста Нурек, — підпорядковується Військам повітряно-космічної оборони і до складу військової бази не входить.

## Виноски
1. 1 2  Таджикистан капітулював перед Москвою [Архівовано 19 липня 2012 у Wayback Machine.] // Expres.ua
2. ↑  201-ша військова база [Архівовано 6 грудня 2011 у Wayback Machine.] (рос.)
3. ↑  Таджикистан: російських військових підозрюють у вбивстві дівчини. Архів оригіналу за 27 червня 2018. Процитовано 12 листопада 2015.
4. ↑  Уральские военные вести (PDF). Архів оригіналу (PDF) за 13 червня 2023. Процитовано 26 липня 2023. [Архівовано 2023-06-13 у Wayback Machine.]